# Wilfrid Lewis Lloyd
Wilfrid Lewis Lloyd, britanski general, * 1. marec 1896, † 22. januar 1944.